# Kurupt
Ricardo Emmanuel Brown (Filadelfia, 23 de noviembre de 1972), más conocido por su nombre artístico Kurupt, es un rapero y actor estadounidense. Su carrera empezó a principios de los 90, al firmar un contrato con Death Row Records y poco después formó el dúo Tha Dogg Pound con Daz Dillinger. Después de dejar Death Row en 1996, firmó con A&M y sacó su álbum de estudio debut, Kuruption! en 1998. Es también un miembro de los supergrupos The HRSMN y Diirty OGz.

## Biografía
Ricardo Emmanuel Brown nació en Filadelfia, Pensilvania. Se mudó a California cuando tenía 16 años, primero a Hawthorne; y a los 18, a Los Ángeles. En 1991, aparece por primera vez en tres canciones del álbum de 1991 One of Many Nights de The S.O.S. Band.

### En Death Row Records
Kurupt firmó un contrato con Death Row Records a principios de los 90, uniéndose al plantel formado por Daz Dillinger, Lady of Rage, Snoop Dogg, Nate Dogg, Lil' 1/2 Dead y RBX, dirigido musicalmente por Dr. Dre y The D.O.C.. Estos obtuvieron algo de fama al aparecer en el álbum The Chronic de Dr. Dre, con el cual Kurupt y Daz Dillinger desarrollaron una cercana relación laboral. Tras formar Tha Dogg Pound, aparecieron con frecuencia en el álbum debut de Snoop Dogg Doggystyle, incluso teniendo su propia canción junto a Lady of Rage, "For All My Niggaz & Bitchez".